# 欧洲E67公路
欧洲E67公路（英語：European route E67）是一条欧洲高速公路，起自捷克布拉格，经过波兰、立陶宛、拉脫維亞和爱沙尼亚，终于芬兰赫尔辛基。它串联了布拉格、弗罗茨瓦夫、华沙、考那斯、帕內韋日斯、里加、塔林和赫尔辛基等东欧城市。